# Charles R. H. Tripp
Charles R. H. Tripp é um acadêmico e autor especializado em política e história do Oriente Próximo e Médio.
As principais áreas de pesquisa de Tripp incluem o estudo do Estado e da sociedade no Oriente Médio, especialmente o Iraque, e o pensamento político islâmico.
Ele dá palestras sobre governo e política do Oriente Médio para alunos de graduação e pós-graduação na School of Oriental and African Studies (SOAS), uma faculdade da Universidade de Londres.
O professor Tripp é um especialista de classe mundial no Iraque e contribuiu como especialista regional para emissoras de mídia, incluindo BBC e NPR, bem como para mídia impressa, como Foreign Affairs, The Guardian e New Statesman. No período que antecedeu a guerra contra o Iraque, o professor Tripp fez parte de uma pequena equipe que visitou 10 Downing Street para aconselhar o primeiro-ministro, Tony Blair, sobre as consequências de ir à guerra.
Em 19 de novembro de 2008, Tripp deu sua palestra inaugural como Professor de Política na SOAS intitulada 'The Riotous Politics of the Middle East', na qual foi apresentado pelo professor de Relações Internacionais de Oxford, Avi Shlaim.

## Publicações selecionadas
- 1996: Iran-Saudi Arabia Relations and Regional Order (com S. Chubin)
- 2000: A History of Iraq (2ª edição publicada em 2002; 3ª edição publicada em 2007)
- 2006: Islam and the Moral Economy: the challenge of capitalism (2006)
- 2013: The Power and the People: paths of resistance in the Middle East"" (Cambridge University Press)

## Trabalho editorial
- 1995-2008: Editor da série multidisciplinar Cambridge Middle East Studies series